# Bitka pri Boliji
Bitka pri Boliji je bila bitka leta 469 med Ostrogoti (Amalski Goti) in koalicijo germanskih plemen v rimski provinci Panoniji. Bitka je potekala južno od Donave na njenem sotočju z reko Bolijo v sedanji Madžarski. Ostrogoti so v bitki zmagali in vzpostavili svoj primat v Panonski nižini in se kmalu zatem preselili v bolj bogate pokrajine na jugu.

## Ozadje
Po Atilovi smrti so različna germanska in druga plemena poskušala doseči  neodvisnost od naslednikov njegovega imperija. Plemena so se združila pod kraljem Gepidov Ardarikom in v bitki pri Nedavi leta 454 premagala Hune in njihove zaveznike. Vloga Ostrogotov v tej bitki je nejasna, tako kot njihova neodvisnost. Osamosvojena plemena so se naslednjih petnajst let zavzemala za prevlado v Panoniji in sčasoma postala federati Vzhodnega rimskega cesarstva.

## Bitka
Amalske Gote je vodil Teodemir, svak ostrogotskega poglavarja Valamirja, ki je bil pred bitko ubit. H koaliciji so pristopili tudi Svebi pod Hunimundom, Skiri pod Hunulfom in Edekom, Sarmati, Gepidi, Rugi in zelo verjetno Heruli. Rimski cesar Leon I. Tračan je kljub nasprotnemu nasvetu svojega generala Asparja podprl antigotsko koalicijo.  Ostrogoti so kljub temu, da je Valamir umrl, v bitki zmagali. Bitka je pomenila konec Skirov kot samostojnega ljudsta.

## Lokacija
Nekateri avtorji so preprosto navedli, da reka Bolija ni znana. Ludwig Schmidt je Bolijo prepoznal v reki Ipel (madžarsko Ipoly), drugi pa so mu brez nadaljnjih analiz sledili. Ker na predlagani lokaciji ni ravnine, na kakršni naj bi po opisu potekala bitka,  so bojišče prestavili 65 km proti zahodu na vzhodno stran Male madžarske ravnice. Reka Bolija je postala sedanja reka Concó pri  Csému v madžarski  Županiji Komárom-Esztergom.